# Gauliga Danzig-Westpreußen 1940/41
Die Gauliga Danzig-Westpreußen 1940/41 (offiziell: Bereichsklasse Danzig-Westpreußen 1940/41) war die erste Spielzeit der Gauliga Danzig-Westpreußen des Fachamtes Fußball. Durch die völkerrechtswidrigen Gebietseroberung während des Überfalls auf Polen entschloss sich der Verband, Vereine aus Danzig und dem hinzugewonnenen Gebiet des Regierungsbezirkes Marienwerder aus der Gauliga Ostpreußen herauszulösen und eine eigene Gauliga für diese Verein zu schaffen. Qualifiziert für die erste Austragung der Gauliga Danzig-Westpreußen waren der BuEV Danzig und der SC Preußen Danzig aus der nur mit vier Vereinen ausgetragenen Gauliga Ostpreußen 1939/40 sowie die SG Neufahrwasser und der Polizei-SV Danzig als bestplatzierte Mannschaften der Übergangsrunde Danzig und der VfR Hansa Elbing und der SV Viktoria Elbing als bestplatzierte Mannschaften der Übergangsrunde Elbing.
Die Gaumeisterschaft, welche im Rundenturnier ausgetragen wurde, gewann der SC Preußen Danzig ungeschlagen und qualifizierte sich somit für die deutsche Fußballmeisterschaft 1940/41. Bei dieser mussten die Danziger zuerst ein Qualifikationsspiel gegen den LSV Posen bestreiten. Nachdem das erste Spiel 2:2 ausging und das Wiederholungsspiel ausgefallen ist, wurde Preußen Danzig per Losentscheid zum Sieger ernannt. In der anschließenden Gruppenphase wurde Danzig hinter Vorwärts-Rasensport Gleiwitz und dem LSV Stettin Dritter, was nicht zum Weiterkommen reichte. In dieser Spielzeit gab es keine Absteiger, da die Gauliga im nächsten Jahr aufgestockt wurde.

## Kreuztabelle
| 1940/41            | SC Preußen Danzig | VfR Hansa Elbing | SG Neufahrwasser | SV Viktoria Elbing | BuEV Danzig | SG OrPO Danzig |
| ------------------ | ----------------- | ---------------- | ---------------- | ------------------ | ----------- | -------------- |
| SC Preußen Danzig  |                   | 7:2              | 6:0              | 6:1                | 6:0         | 2:1            |
| VfR Hansa Elbing   | 1:3               |                  | 2:2              | 1:0                | 6:1         | 1:2            |
| SG Neufahrwasser   | 1:3               | 1:3              |                  | 2:1                | +0:0 a      | 3:1            |
| SV Viktoria Elbing | 1:4               | 4:4              | 7:4              |                    | 2:1         | 3:2            |
| BuEV Danzig        | 2:3               | 6:2              | 2:2              | +0:0 b             |             | 3:3            |
| SG OrPo Danzig     | 0:14              | 0:0+ c           | 0:4              | 2:4                | 5:4         |                |

## Abschlusstabelle
| Pl. | Verein             | Sp. | S  | U | N | Tore    | Quote | Punkte |
| --- | ------------------ | --- | -- | - | - | ------- | ----- | ------ |
| 1.  | SC Preußen Danzig  | 10  | 10 | 0 | 0 | 054:900 | 6,00  | 20:0   |
| 2.  | VfR Hansa Elbing   | 10  | 4  | 2 | 4 | 022:260 | 0,85  | 10:10  |
| 3.  | SV Neufahrwasser   | 10  | 4  | 2 | 4 | 019:250 | 0,76  | 10:10  |
| 4.  | SV Viktoria Elbing | 10  | 4  | 1 | 5 | 023:260 | 0,88  | 09:11  |
| 5.  | BuEV Danzig        | 10  | 2  | 2 | 6 | 019:290 | 0,66  | 06:14  |
| 6.  | SG OrPo Danzig     | 10  | 2  | 1 | 7 | 016:380 | 0,42  | 05:15  |